# Grafendobrach
Grafendobrach (oberfränkisch: Dobrich) ist ein Gemeindeteil der Großen Kreisstadt Kulmbach im Landkreis Kulmbach (Oberfranken, Bayern). Grafendobrach liegt in der Gemarkung Lehenthal.

## Geografie
Das Dorf liegt an der Dobrach. Die Kreisstraße KU 9 führt zur Bundesstraße 85 bei der Holzmühle (1,5 km südlich) bzw. nach Poppenholz (1,9 km nordöstlich). Eine Gemeindeverbindungsstraße führt nach Lehenthal (1,8 km südöstlich).

## Geschichte
Der Ort wurde 1260 als „Dabrach“ erstmals urkundlich erwähnt. Der Ortsname leitet sich von einem Gewässernamen ab, dessen Bestimmungswort dǫbru (altslaw. für Eichenwald) und dessen Grundwort ach (mhd. für Wasser) ist und demnach Eichenwaldwasser bedeutet. 1317 wurde der Ort zur Unterscheidung von Niederndobrach erstmals „Gravendabrach“ genannt.
Gegen Ende des 18. Jahrhunderts gab es in Grafendobrach 23 Anwesen. Das Hochgericht und die Dorf- und Gemeindeherrschaft standen dem bayreuthischen Stadtvogteiamt Kulmbach zu. Grundherren waren das Kastenamt Kulmbach (4 Höflein, 8 Güter, 2 Söldengüter, 1 Söldengütlein, 4 Sölden, 1 Tropfgut mit Schmiedefeuergerechtigkeit), das Rittergut Fischbach (2 Sölden) und die Pfarrei Stadtsteinach (1 Halbhof).
Von 1797 bis 1810 unterstand der Ort dem Justiz- und Kammeramt Kulmbach. Mit dem Gemeindeedikt wurde Grafendobrach dem 1811 gebildeten Steuerdistrikt Lehenthal und der 1812 gebildeten gleichnamigen Ruralgemeinde zugewiesen. Am 1. Januar 1976 wurde Grafendobrach im Zuge der Gebietsreform in Bayern nach Kulmbach eingegliedert.

### Einwohnerentwicklung
| Jahr      | 001809 | 001818 | 001861 | 001871 | 001885 | 001900 | 001925 | 001950 | 001961 | 001970 | 001987 |
| Einwohner | 160    | 150    | 229    | 236    | 250    | 198    | 197    | 263    | 172    | 188    | 202    |
| Häuser    |        | 29     |        |        | 33     | 33     | 34     | 33     | 34     |        | 44     |
| Quelle    | [ 11 ] | [ 8 ]  | [ 12 ] | [ 13 ] | [ 14 ] | [ 15 ] | [ 16 ] | [ 17 ] | [ 18 ] | [ 19 ] | [ 1 ]  |

## Religion
Grafendobrach ist seit der Reformation evangelisch-lutherisch geprägt und nach Lehenthal gepfarrt.